# Tobias Fröier
Tobias Fröier, född 27 september 2005 i Örnsköldsvik, är en svensk backhoppare. Fröier är tvåfaldig svensk mästare i backhoppning i normalbacke.  Han har även deltagit i juniorvärldsmästerskapen 2024 i Slovenien där han blev fyrtiotvåa. Dessutom har Fröier tävlat i FIS-cupen. Han är son till Richard Fröier som också blev svensk mästare i backhoppning på 1998.
Han tränar och bor i Trondheim, likt många andra svenska backhoppare.
I februari 2025 gick Fröier ut med att han pausar sin elitsatsning på grund av bristande stöd från skidförbundet, men är fortfarande öppen för deltagande och comeback till VM i Falun 2027.